# 義清神社
義清神社（よしきよじんじゃ）は、山梨県中巨摩郡昭和町の神社。

## 歴史
創建年代は不明である。ただ武田氏など甲斐源氏の祖となる源義清を祭神としていることから、少なくとも平安時代後期以降に創建したものと推測される。
義清の隠居所跡地に創建されたという。1985年（昭和60年）の発掘調査では、義清在世中の12世紀の土師器が出土しているが、義清の屋敷と断定できるようなものは出土していない。なお、近くには義清の墓という塚もある。
境内には、義清が詠んだとされる和歌の歌碑がある。

## 交通アクセス
- 国母駅より徒歩15分。